# Liste alphabétique des philosophes médiévaux
Cette liste recense les philosophes médiévaux. Certains étant connu avant tout par leur prénom (ou seulement par celui-ci), le classement peut être parfois fluctuant.  
Ex: Guillaume d'Occam est classé à Occam alors que Thomas d'Aquin est classé à Thomas
- Haut – A
- B
- C
- D
- E
- F
- G
- H
- I
- J
- K
- L
- M
- N
- O
- P
- Q
- R
- S
- T
- U
- V
- W
- X
- Y
- Z

## A
- Abélard, Pierre
- Albert le Grand
- Anselme de Cantorbéry
- Averroès
- Avicenne

## B
- Bacon, Roger
- Bernard de Clairvaux
- Boèce
- Bonaventure de Bagnorea

## D
- Cassiodore
- Dun Scot, John

## E
- Erigène, Jean Scot

## M
- Maïmonide
- Marsile de Padoue

## O
- Occam, Guillaume

## T
- Thomas d'Aquin